# Jameer Nelson
Jameer Lamar Nelson (* 9. Februar 1982 in Chester, Pennsylvania) ist ein ehemaliger US-amerikanischer Basketballspieler, der von 2004 bis 2018 in der NBA aktiv war. Der 1,83 Meter große Point Guard wurde in seiner Profilaufbahn unter anderem einmal All-Star und erreichte 2009 mit den Orlando Magic die NBA-Finals.

## Karriere

### College
Nelson spielte von 2000 bis 2004 für die Saint Joseph’s Hawks, das Basketballteam der Saint Joseph’s University. Das erfolgreichste Collegejahr erlebte Nelson als Senior in der Saison 2003/04, als er die Hawks in die Elite Eight (Viertelfinale) des NCAA-Division-I-Basketball-Championship-Turniers führte.
Für seine Leistungen wurde Nelson unter anderem als Atlantic 10 Conference Player of the Year ausgezeichnet. Außerdem wird in sein ehemaliges Trikot mit der Nummer 14 in Saint Joseph’s nicht mehr vergeben.

### NBA
Nelson wurde als 20. Pick im NBA-Draft 2004 von den Denver Nuggets ausgewählt, die ihn am selben Tag zu den Orlando Magic transferierten. Zunächst war Nelson der Ersatzspieler von Steve Francis, jedoch konnte er sich mit der Zeit als Stammspieler auf der Point-Guard-Position etablieren. Zum Ende der Saison 2004/05 wurde Nelson in das NBA All-Rookie Second Team gewählt. Seit dem Trade von Steve Francis im Februar 2006 war Nelson auf der Position des Point Guards gesetzt.
Seine stetig steigenden Leistungen bescherten ihm in der Saison 2008/09 seine erste Nominierung für das NBA All-Star Game, an dem er jedoch verletzungsbedingt nicht teilnehmen konnte. Zudem gelang den Magic in dieser Spielzeit der Einzug in die NBA-Finals, wo man sich den Los Angeles Lakers mit 1:4 geschlagen geben musste.
Nach zehn Jahren bei den Magic wurde Nelson im Sommer 2014 vorzeitig aus seinem Vertrag entlassen, um das frei werdende Gehalt für zukünftige Spielerverpflichtungen nutzen zu können. Daraufhin unterzeichnete er am 24. Juli 2014 einen Vertrag bei den Dallas Mavericks.
Im Austausch für Rajon Rondo und Dwight Powell wechselte Nelson im Dezember 2014 zusammen mit Brandan Wright und Jae Crowder zu den Boston Celtics.
Anfang Januar wurde Nelson im Tausch gegen Nate Robinson zu den Denver Nuggets getradet, wo er bis Oktober 2017 spielte. Zur Saison 2017/18 unterschrieb Nelson bei den New Orleans Pelicans. Im Februar 2018 wurde er zu den Chicago Bulls abgegeben, die ihn jedoch sieben Tage später zu den Detroit Pistons weitertransferierten. Das Team aus Michigan waren Nelsons letzte Station als Profibasketballer.